# Betzabeth Argüello
Betzabeth Angélica Argüello Villegas (ur. 28 stycznia 1991) – wenezuelska zapaśniczka w stylu wolnym. Dwukrotna olimpijka. Zajęła piąte miejsce w Rio de Janeiro 2016 w kategorii 53 kg i dwunaste w Paryżu 2024 w tej samej wadze.
Zajęła dwunaste miejsce na mistrzostwach świata w 2018. Wicemistrzyni igrzysk panamerykańskich w 2019; trzecia w 2015 i 2023. Zdobyła sześć medali mistrzostw panamerykańskich w latach 2015 - 2024. Srebrna medalistka na Igrzyskach Ameryki Południowej w 2014, 2018 i brązowa w 2022. Wygrała Igrzyska Ameryki Środkowej i Karaibów w 2018; trzecia w 2014 i 2023. Mistrzyni igrzysk boliwaryjskich w 2017 i trzeci w 2022 roku.